# Tòa án Hiến pháp (Áo)

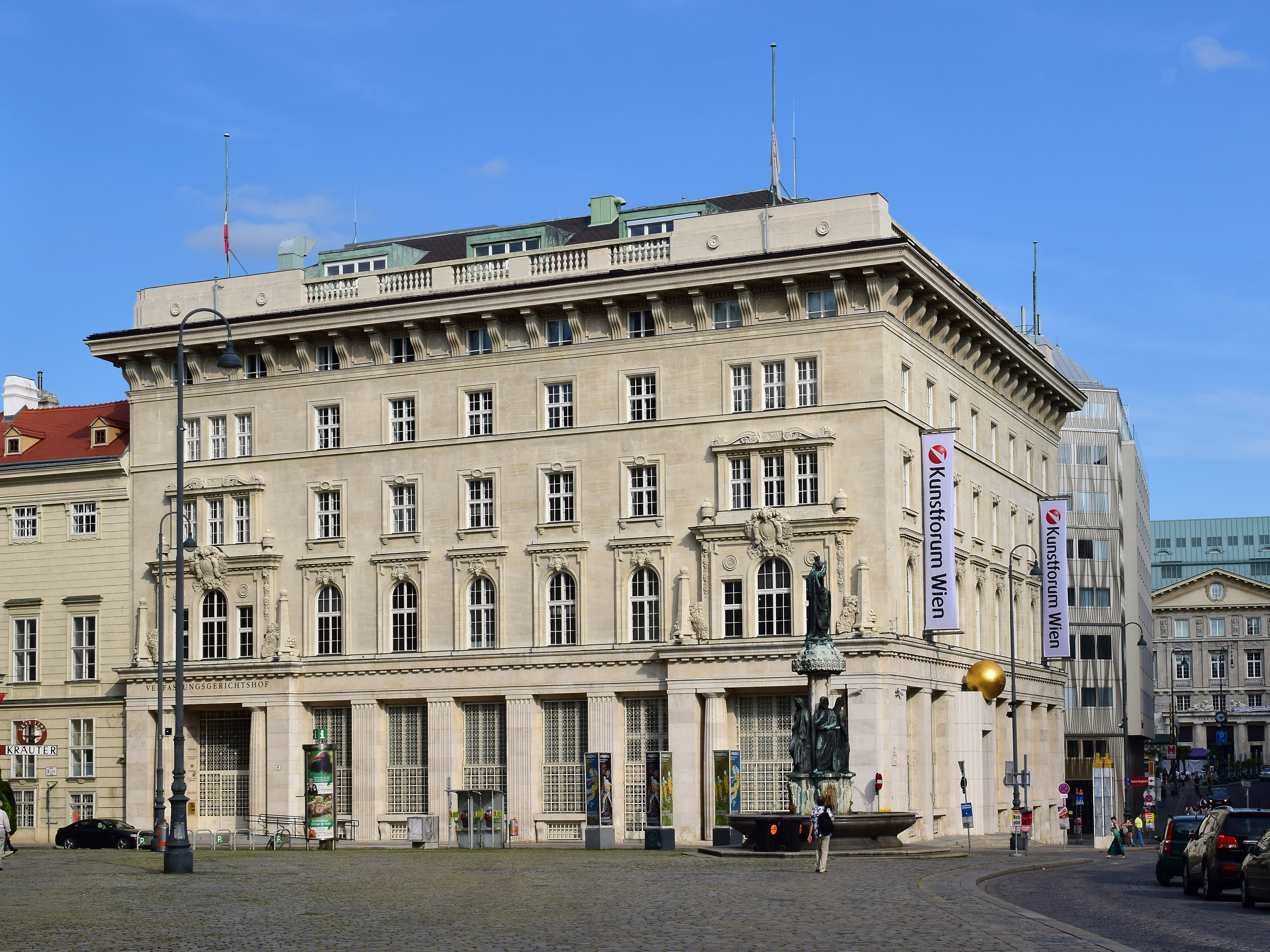
Trụ sở Tòa án Hiến pháp tại Viên.

Tòa án Hiến pháp Áo (Verfassungsgerichtshof) là cơ quan giám sát hiến pháp của Áo.
Tòa án Hiến pháp có nhiệm vụ giám sát tính hợp hiến của luật, quyết định của một vài tòa án khác, tính hợp pháp của nghị định và những văn bản khác; phân định thẩm quyền giữa các tòa án, giữa tòa án và chính quyền, giữa chính quyền liên bang và chính quyền bang; giải quyết khiếu nại bầu cử; truy cứu trách nhiệm của quan chức; và xem xét trách nhiệm bồi thường của nhà nước.
Tòa án Hiến pháp gồm 14 thẩm phán và sáu thành viên dự khuyết do tổng thống bổ nhiệm theo đề nghị của Chính phủ, Hạ nghị viện và Thượng nghị viện. Theo quy định, Tòa án Hiến pháp phải họp toàn thể và nghe ý kiến của hai bên nhưng thực tế là Tòa án Hiến pháp phân công xét xử cho một ban thẩm phán gồm năm hoặc chín thẩm phán. Tòa án Hiến pháp nghị án kín đối với phần lớn các vụ án. Quyết định của Tòa án Hiến pháp thường súc tích và hàn lâm.

## Nhiệm vụ, quyền hạn

### Trách nhiệm bồi thường của nhà nước
Tòa án Hiến pháp giải quyết trách nhiệm bồi thường của nhà nước Áo.

### Phân định thẩm quyền
Tòa án Hiến pháp phân định thẩm quyền giữa:
- tòa án và chính quyền;
- tòa án tư pháp và tòa án hành chính;
- những ngạch tòa án khác và Tòa án Hiến pháp;
- các chính quyền tỉnh;
- chính quyền tỉnh và chính quyền liên bang.[2]

Cá nhân, pháp nhân bị xâm phạm quyền lợi vì một cơ quan nhà nước chiếm thẩm quyền của một cơ quan nhà nước khác có quyền thay mặt cơ quan nhà nước đó khiếu kiện cơ quan nhà nước kia. Trường hợp hai cơ quan nhà nước đùn đẩy thẩm quyền cho nhau thì cá nhân, pháp nhân có quyền yêu cầu Tòa án Hiến pháp xác định thẩm quyền thuộc về cơ quan nhà nước nào và yêu cầu cơ quan nhà nước đó thực hiện thẩm quyền.
Chính quyền liên bang và chính quyền tỉnh có thể yêu cầu Tòa án Hiến pháp phân định thẩm quyền giữa hai bên trong một tình huống giả định trước khi xảy ra tranh chấp thực tế. Trường hợp Nghị viện đang xem xét một dự án luật có thể xâm phạm thẩm quyền của các tỉnh thì Chính phủ có thể yêu cầu Tòa án Hiến pháp xem xét dự án luật đó. Chính phủ có thể yêu cầu Tòa án Hiến pháp xem xét dự thảo nghị định, văn bản pháp luật khác của Chính phủ. Chính quyền tỉnh cũng có thể yêu cầu Tòa án Hiến pháp xem xét văn bản của tỉnh. Quyết định của Tòa án Hiến pháp được đăng trên công báo, có hiệu lực tối cao, và ràng buộc chính Tòa án Hiến pháp.

### Giám sát hiến pháp
Tòa án Hiến pháp bảo đảm tính hợp hiến, hợp pháp và tính thống nhất của văn bản pháp luật trong hệ thống pháp luật Áo: luật và điều ước quốc tế đã được Nghị viện ban hành như luật phải phù hợp với hiến pháp; nghị định và điều ước quốc tế thông thường phải phù hợp với luật; văn bản pháp luật cấp dưới phải phù hợp với văn bản pháp luật cấp trên. Ví dụ: một biển báo giao thông phải phù hợp với cả Luật Giao thông đường bộ và quy định của Bộ Công thương. Áo là một liên bang, các tỉnh đều có hiến pháp riêng nên luật tỉnh phải phù hợp với hiến pháp tỉnh và hiến pháp quốc gia.
Tòa án Hiến pháp không giám sát pháp luật Áo có phù hợp với luật Liên minh châu Âu không.
Luật, nghị định vi hiến bị hủy bỏ từ thời điểm quyết định của Tòa án Hiến pháp có hiệu lực. Thông thường quyết định của Tòa án Hiến pháp có hiệu lực sau khi được công bố nhưng Tòa án Hiến pháp có quyền cho thời gian ân hạn cho phép tiếp tục thi hành đạo luật vi hiến. Đối với nghị định thì thời gian ân hạn có thể kéo dài đến sáu tháng, đối với luật thì đến 18 tháng. Trường hợp một nghị định có hiệu lực như một đạo luật thì Tòa án Hiến pháp có thể cho ân hạn đến 18 tháng. Tòa án Hiến pháp được quy định quyết định có hiệu lực hồi tố.
Tòa án Hiến pháp không có quyền hủy bỏ một điều ước quốc tế vì Áo không được đơn phương hủy bỏ một điều ước quốc tế nhưng có thể yêu cầu chính quyền ngưng thi hành điều ước đó. Trường hợp ngưng thi hành sẽ dẫn tới Áo vi phạm nghĩa vụ điều ước thì chính quyền có trách nhiệm đàm phán sửa đổi điều ước hoặc rút khỏi điều ước. Giống như đối với luật, nghị định, Tòa án Hiến pháp có thể cho thời gian ân hạn cho phép tiếp tục thi hành điều ước. Đối với điều ước sửa đổi hiến pháp Liên minh châu Âu thì thời gian ân hạn có thể kéo dài đến hai năm, đối với những điều ước khác thì thời gian ân hạn là một năm.
Cá nhân, pháp nhân có quyền khiếu nại luật tại Tòa án Hiến pháp khi có căn cứ cho rằng luật đó xâm phạm quyền lợi của mình mà không còn biện pháp giải quyết nào khác. Tùy luật, nghị định hoặc điều ước mà chính quyền liên bang, chính quyền địa phương hoặc một tập thể nghị sĩ liên bang hoặc địa phương có thể khiếu nại lên Tòa án Hiến pháp.
Một tòa án sơ thẩm áp dụng một luật trong quá trình xét xử có thể khiếu nại luật đó lên Tòa án Hiến pháp. Các bên tham gia tố tụng chỉ được khiếu nại luật được áp dụng trong phiên tòa lên Tòa án Hiến pháp sau khi đã có bản án, quyết định của tòa án. Cá nhân, pháp nhân có quyền khiếu kiện quyết định của tòa án hành chính khi có căn cứ cho rằng quyết định đó xâm phạm quyền lợi của mình. Trường hợp Tòa án Hiến pháp hủy bỏ quyết định của tòa án hành chính thì phải tổ chức xét xử lại.

### Khiếu nại bầu cử

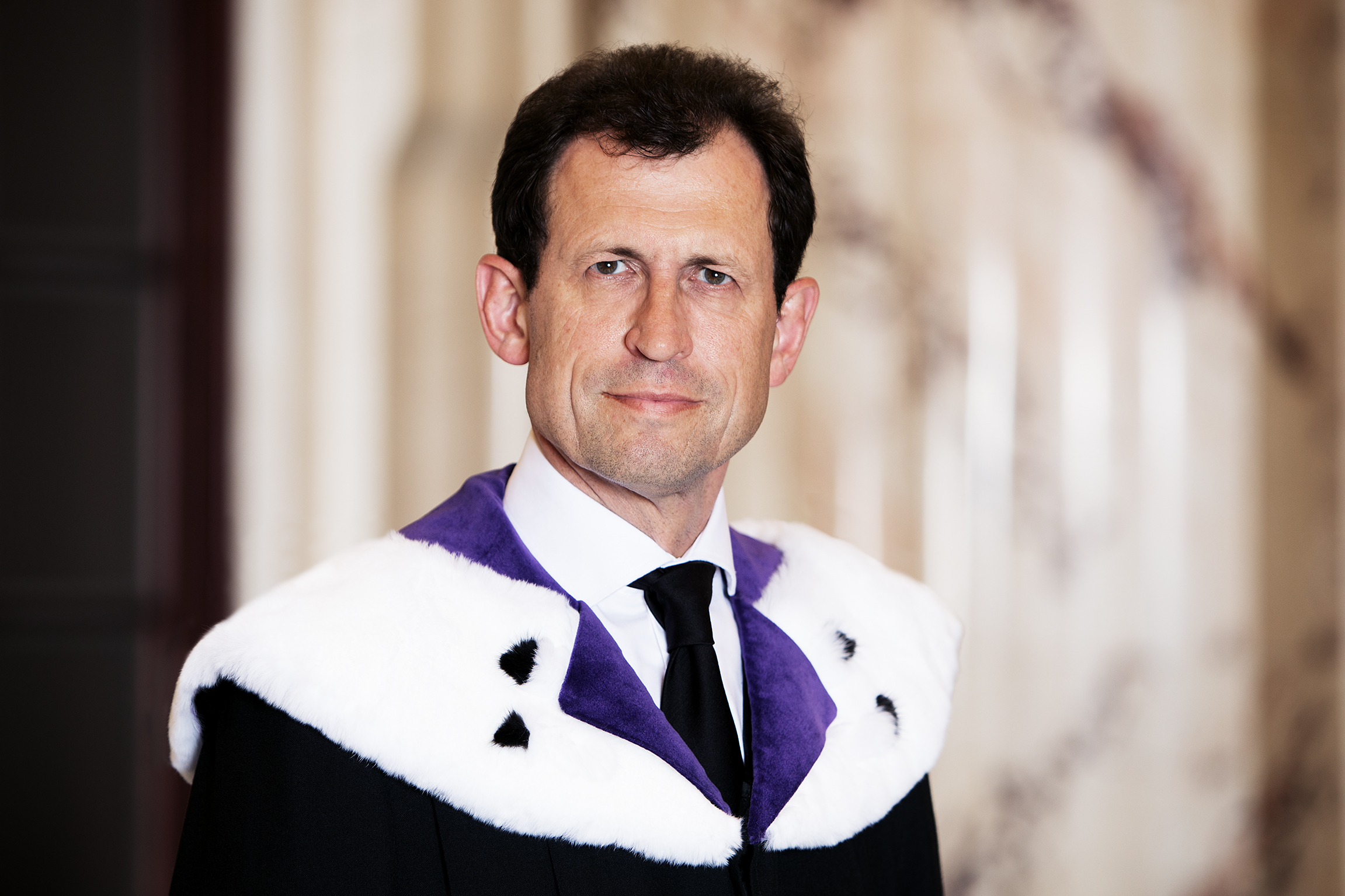
Christoph Grabenwarter là chủ tịch Tòa án Hiến pháp từ tháng 2 năm 2020.

Có thể khiếu nại về kết quả bầu cử, trưng cầu ý dân lên Tòa án Hiến pháp. Kết quả bầu cử thuộc thẩm quyền giải quyết của Tòa án Hiến pháp gồm bầu cử tổng thống, Hạ nghị viện, Thượng nghị viện, Nghị viện châu Âu, hội đồng tỉnh, thành phố, địa phương, thống đốc tỉnh, thị trưởng, chủ tịch địa phương.
Trường hợp có căn cứ cho rằng đã có vi phạm luật bầu cử mà có thể ảnh hưởng đến kết quả thì Tòa án Hiến pháp có quyền yêu cầu kiểm phiếu lại hoặc hủy bỏ toàn bộ hoặc một phần kết quả bầu cử. Tòa án Hiến pháp bắt buộc phải hủy bỏ kết quả bầu cử nếu người khiếu nại chứng minh rằng vi phạm thật sự ảnh hưởng đến kết quả. Năm 2016, Tòa án Hiến pháp hủy bỏ kết quả bầu cử tổng thống sau khi bên thất cử khiếu nại rằng có bất thường trong công tác bầu cử mặc dù không có căn cứ cho rằng những bất thường này khiến cho bên khiếu nại thất cử.
Tòa án Hiến pháp thi hành luật bầu cử khá nghiêm ngặt và đã hủy bỏ kết quả bầu cử trên nguyên tắc vì có bất thường trong công tác bầu cử mặc dù không ảnh hưởng đến kết quả. Ví dụ: năm 1995, Tòa án Hiến pháp yêu cầu tổ chức lại bầu cử Hạ nghị viện tại thị trấn Reutte vì Bộ trưởng Gia đình Sonja Moser đã đi bỏ phiếu trong lúc thăm quê nhà mặc dù nơi đăng ký bỏ phiếu của bà là Viên chứ không phải Reutte. Cán bộ trông coi khu vực bỏ phiếu biết bà không có tên trên danh sách cử tri nhưng quyết định làm ngơ.

### Luận tội quan chức
Tòa án Hiến pháp luận tội một số quan chức bị đàn hặc vì sai phạm trong khi thi hành chức vụ. Tổng thống chỉ bị đàn hặc trong trường hợp vi phạm hiến pháp. Hạ nghị viện quyết định đàn hặc thành viên Chính phủ. Chính phủ quyết định đàn hặc hầu hết những quan chức khác. Thành viên chính quyền tỉnh bị Hạ nghị viện, Chính phủ hoặc hội đồng tỉnh đàn hặc tùy theo tính chất sai phạm. Tổng thống chỉ có thể bị Nghị viện trong một phiên họp chung đàn hặc.
Trường hợp quan chức bị kết tội thì Tòa án Hiến pháp cách chức quan chức đó. Tội nhẹ thì Tòa án Hiến pháp chỉ đơn thuần lưu ý về sai phạm đó. Tội nặng thì Tòa án Hiến pháp có quyền tước quyền chính trị của quan chức, cấm giữ chức vụ khác trong tương lai trong một thời hạn nhất định.

## Tổ chức

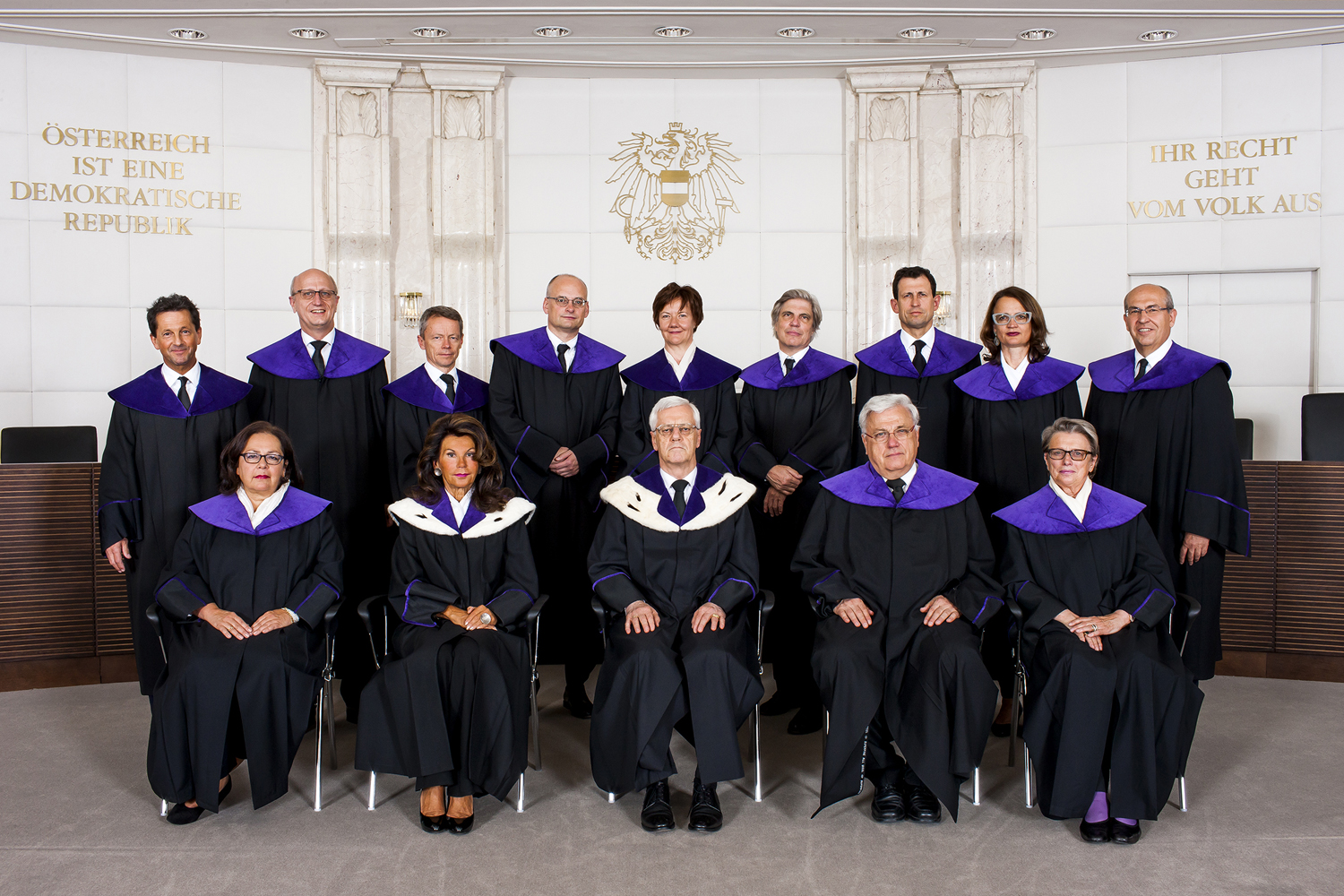
Các thẩm phán Tòa án Hiến pháp vào năm 2015. Hàng trước ở chính giữa: Gerhart Holzinger, chủ tịch Tòa án Hiến pháp

Tòa án Hiến pháp gồm chủ tịch, phó chủ tịch, 12 thẩm phán và sáu thành viên dự khuyết.
Thẩm phán do tổng thống bổ nhiệm theo đề nghị của Chính phủ, Hạ nghị viện hoặc Thượng nghị viện:
- Chính phủ đề nghị bổ nhiệm chủ tịch, phó chủ tịch, sáu thẩm phán và ba thành viên dự khuyết.
- Hạ nghị viện đề nghị bổ nhiệm ba thẩm phán và hai thành viên dự khuyết.
- Thượng nghị viện đề nghị bổ nhiệm ba thẩm phán và một thành viên dự khuyết.

Thẩm phán Tòa án Hiến pháp phải có bằng cử nhân luật và đã hành nghề cần phải có bằng cử nhân luật ít nhất mười năm nhưng không cần phải là luật sư. Thẩm phán do Chính phủ đề nghị bổ nhiệm phải là người trong ngạch thẩm phán (Richterstand), công chức (Verwaltungsbeamte) hoặc giáo sư (Professur). Người trong ngạch thẩm phán được định nghĩa là luật gia đã được đào tạo làm thẩm phán và đã trúng tuyển kỳ thi chọn thẩm phán nhưng không nhất thiết phải là thẩm phán.
Thành viên Tòa án Hiến pháp không được kiêm nhiệm chức vụ trong chính quyền, cơ quan lập pháp liên bang, tỉnh hoặc cán bộ của một đảng chính trị. Ngoài quy định này ra thì không có quy định nào khác về xung đột lợi ích. Thành viên Tòa án Hiến pháp được làm thành viên hội đồng quản trị của một công ty đại chúng, kể cả công ty có kinh doanh với chính quyền; thậm chí họ được làm luật sư cho những công ty bị khởi kiện tại tòa.
Thẩm phán, thành viên dự khuyết phải hưu trí trước khi hết ngày cuối cùng trong năm lên 70 tuổi.
Thẩm phán, thành viên dự khuyết có thể bị cách chức vì lý do chính đáng nếu hai phần ba số thành viên Tòa án Hiến pháp biểu quyết tán thành.

## Quy trình

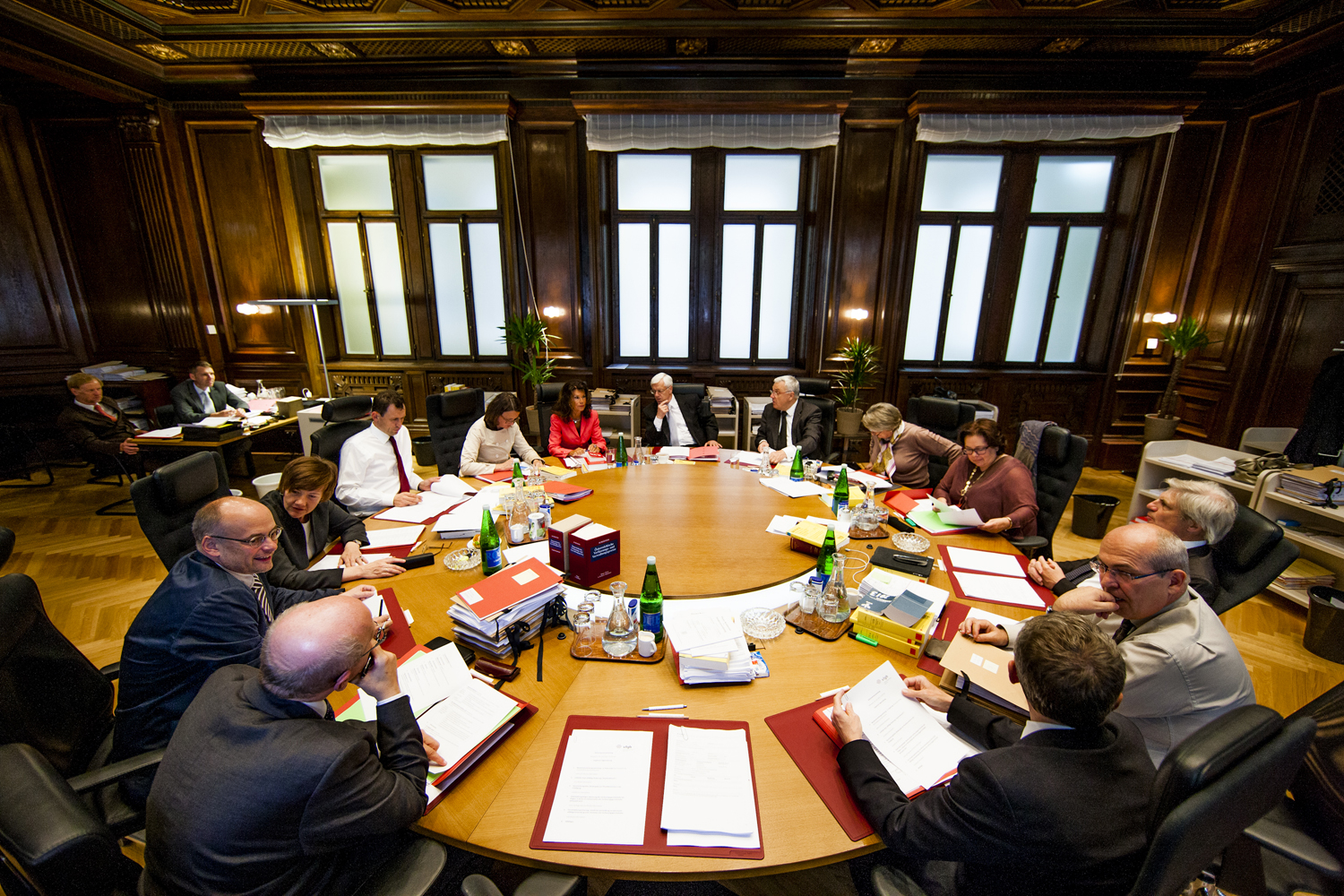
Tòa án Hiến pháp nghị án

Tòa án Hiến pháp xét xử theo nguyên tắc tranh tụng và thủ tục tố tụng dân sự thông thường.
Trên nguyên tắc, phiên xét xử của Tòa án Hiến pháp là công khai. Trước tiên đơn khiếu nại được giao cho một thẩm phán nghiên cứu sơ bộ với sự trợ giúp của một văn phòng gồm khoảng 80 chuyên viên, trợ lý. Sau khi có báo cáo sơ bộ thì Tòa án Hiến pháp công bố ngày xét xử, tranh luận trên công báo. Chủ tịch Tòa án Hiến pháp chủ trì phiên xét xử, trường hợp vắng mặt thì phó chủ tịch chủ trì, trường hợp vắng mặt cả hai thì thẩm phán thâm niên nhất chủ trì. Tòa án Hiến pháp mở phiên xét xử và nghe báo cáo sơ bộ trước, rồi sau đó đến phần tranh luận của hai bên. Sau khi nghe tranh luận thì Tòa án Hiến pháp nghị án rồi tuyên án. Thực tế là có nhiều ngoại lệ đối với yêu cầu phải xét xử công khai, nghe tranh luận của hai bên. Tòa án Hiến pháp hiếm khi tuyên án mà thường chỉ gửi quyết định qua bưu điện đến các bên sau khi nghị án xong.
Ban đầu Tòa án Hiến pháp phải họp toàn thể, có tất cả các thẩm phán tham dự thì mới được xét xử, nghị án nhưng hiện nay tùy tính chất vụ việc mà năm hoặc chín thẩm phán sẽ tham gia xét xử, phần lớn số vụ án do năm thẩm phán xem xét. Rất ít vụ án được đưa ra toàn thể Tòa án Hiến pháp xét xử.
Tòa án Hiến pháp quyết định theo quá nửa số thẩm phán có mặt. Chủ tịch chỉ được biểu quyết trong trường hợp biểu quyết hòa.
Quyết định của Tòa án Hiến pháp thường súc tích và hàn lâm, tổng cộng từ năm đến 50 trang giấy, nhận định của Tòa án Hiến pháp chỉ chiếm hai đến mười trang giấy. Tòa án Hiến pháp không công bố ý kiến phản đối hay đồng thuận của các thẩm phán. Đối tượng độc giả của Tòa án Hiến pháp là giới luật gia chứ không phải công chúng nên Tòa án Hiến pháp thường không giải thích những quyết định trước, những ấn phẩm học thuật được dẫn ra trong quyết định mà chỉ đưa vào mục tham khảo.

## Thực tiễn
Năm 1950, Tòa án Hiến pháp thụ lý 303 vụ việc. Năm 1981, Tòa án Hiến pháp thụ lý 694 vụ việc. Năm 2012, Tòa án Hiến pháp phải thụ lý 4674 vụ việc mà một nửa là về xâm phạm quyền lợi trong quyết định hành chính. Từ năm 2015, thẩm quyền của ngạch tòa án hành chính được mở rộng đáng kể, Tòa án Hiến pháp không còn phải sơ thẩm những vụ án hành chính như thế này. Một phần lớn lượng công việc của Tòa án Hiến pháp là phân định thẩm quyền giữa các cấp chính quyền bởi hiến pháp quy định một chế độ liên bang trên lý thuyết nhưng thực tiễn thì lại là một nhà nước đơn nhất.

## Lịch sử

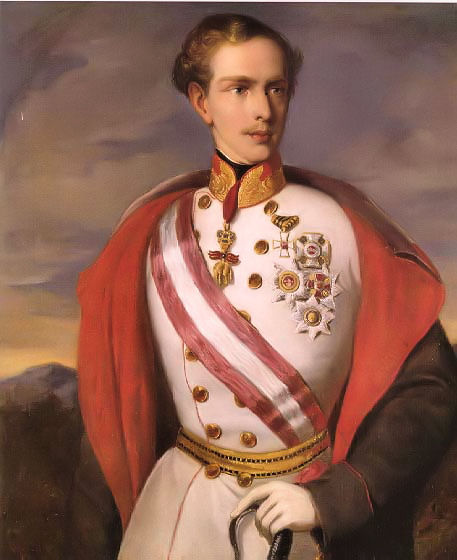
Tiền thân của Tòa án Hiến pháp được Franz Joseph I thành lập.

### Đế quốc Áo-Hung
Tiền thân của Tòa án Hiến pháp là Tòa án Đế quốc do Hiến pháp tháng Mười Hai thành lập. Tòa án Đế quốc có nhiệm vụ phân định thẩm quyền giữa tòa án và chính quyền, giữa các địa phương và giữa địa phương với trung ương; giải quyết yêu cầu trách nhiệm bồi thường nhà nước giữa các địa phương, giữa địa phương và trung ương và giữa cá nhân, pháp nhân với chính quyền; xem xét khiếu nại của dân về việc bị xâm phạm quyền lợi. Tuy nhiên, Tòa án Đế quốc chỉ được tuyên bố chính quyền đã xâm phạm quyền lợi của dân mà không có quyền hủy bỏ quyết định đó.
Tòa án Đế quốc không có quyền giám sát tính hợp hiến của luật.
Ngoài ra, Hiến pháp tháng Mười Hai thành lập Tòa án Nhà nước, có nhiệm vụ truy cứu trách nhiệm chính trị của các bộ trưởng nhằm kiểm soát quyền lực của hoàng đế. Theo Luật trách nhiệm bộ trưởng năm 1867, sắc lệnh của hoàng đế phải được bộ trưởng tiếp ký nên trách nhiệm thuộc về bộ trưởng đó, buộc bộ trưởng phải giám sát hoạt động của hoàng đế. Hiến pháp tháng Mười Hai xác định lại rằng không được truy cứu trách nhiệm đối với hoàng đế, trách nhiệm hình sự thuộc về bộ trưởng đã tiếp ký văn bản vi phạm pháp luật.
Cả hai tòa án tồn tại cho đến khi Đế quốc Áo-Hung sụp đổ vào năm 1918 tuy không có bộ trưởng nào bị đưa ra Tòa án Nhà nước xét xử.

### Đệ nhất Cộng hòa
Sau khi Đế quốc Áo-Hung tan rã thì chính phủ lâm thời của nhà nước Áo mới giải thể Tòa án Nhà nước, tạm thời giao lại nhiệm vụ, quyền hạn cho một ủy ban đặc biệt của Quốc hội lâm thời. Tòa án Đế quốc được đổi tên thành Tòa án Hiến pháp và tiếp quản nhiệm vụ, quyền hạn của Tòa án Nhà nước cũ. Chính phủ lâm thời quy định cho Tòa án Hiến pháp quyền hủy bỏ một quyết định hành chính vi hiến; trước đó Tòa án Hiến pháp chỉ được lưu ý tính vi hiến của một quyết định hành chính.
Chính phủ lâm thời thành lập Tòa án Bầu cử (Wahlgerichtshof) với nhiệm vụ giải quyết khiếu nại về cuộc bầu cử Quốc hội Lập hiến sắp tới.
Năm 1920, Quốc hội Lập hiến ban hành hiến pháp mới, chính thức quy định Tòa án Hiến pháp có quyền xem xét tính hợp hiến của luật và hủy bỏ luật vi hiến. Tòa án Bầu cử bị giải thể, nhiệm vụ, quyền hạn giao lại cho Tòa án Hiến pháp. Cá nhân, pháp nhân chưa có quyền khiếu kiện luật lên Tòa án Hiến pháp và Tòa án Hiến pháp chưa được giám sát hiến pháp đối với điều ước quốc tế.
Hiến pháp năm 1920 quy định chủ tịch, phó chủ tịch, một nửa số thẩm phán và một nửa số thành viên dự khuyết của Tòa án Hiến pháp do Hạ nghị viện bầu ra, Thượng nghị viện bầu ra nửa số thẩm phán, thành viên dự khuyết còn lại. Không có quy định cấm thẩm phán kiêm nhiệm chức vụ khác hay yêu cầu thẩm phán phải có bằng cử nhân luật. Các đảng chính trị của Áo thỏa thuận với nhau phân chia số thẩm phán, thành viên Tòa án Hiến pháp ngay từ tháng 2 năm 1919, hơn 20 tháng trước khi hiến pháp bắt đầu có hiệu lực.

### Thời kỳ phát xít
Phong trào phát xít Áo Heimwehr chủ trương thay đổi chế độ chính trị của Áo theo hướng Phát xít Ý, độc tài Hung, mục tiêu là tập trung quyền hạn vào tay tổng thống và phân quyền từ trung ương về các tỉnh. Từ năm 1929, phong trào Heimwehr đủ lớn mạnh để ép các đảng phái dân chủ thương lượng về cải cách hiến pháp. Nhằm biện hộ cho việc tước quyền bổ nhiệm thành viên Tòa án Hiến pháp khỏi Nghị viện, giao lại cho tổng thống, phong trào Heimwehr lập luận rằng cần phải "phi chính trị hóa" Tòa án Hiến pháp.
Phong trào Heimwehr và các đảng phái dân chủ sau cùng thỏa hiệp như sau:
- chủ tịch, phó chủ tịch, sáu thẩm phán và ba thành viên dự khuyết do tổng thống bổ nhiệm theo đề nghị của Chính phủ;
- ba thẩm phán và hai thành viên dự khuyết do tổng thống bổ nhiệm theo đề nghị của Hạ nghị viện;
- hai thẩm phán và hai thành viên dự khuyết do tổng thống bổ nhiệm theo đề nghị của Thượng nghị viện
- thẩm phán không được kiêm nhiệm nghị sĩ, chức vụ dân cử cấp cao khác, hoặc cán bộ đảng
- thẩm phán do Chính phủ đề nghị bổ nhiệm phải có bằng cử nhân luật và đã hành nghề luật
- ít nhất ba thẩm phán và hai thành viên dự khuyết không được sinh sống ở Viên.

Tất cả các thành viên của Tòa án Hiến pháp, kể cả Hans Kelsen là cha đẻ của Hiến pháp năm 1920, đều bị miễn nhiệm và thay thế.
Từ đầu năm 1932, phong trào Heimwehr đã kiểm soát được Chính phủ nhưng các đảng phái đối lập trong Hạ nghị viện vẫn có thể gây sức ép với chính quyền. Ngày 4 tháng 3 năm 1933, cả ba chủ tịch của Hạ nghị viện đều từ chức mà nội quy lại không dự liệu Hạ nghị viện được tiến hành công việc mà không có chủ tịch. Chính quyền phát xít bèn tuyên bố Hạ nghị viện đã "tự giải tán" và chỉ đạo cảnh sát ngăn các nghị sĩ nhóm họp lại. Phe đối lập lập tức khiếu kiện lên Tòa án Hiến pháp nhưng chính quyền sử dụng quyền khẩn cấp quy định Tòa án Hiến pháp chỉ được họp nếu tất cả thành viên đều có mặt, rồi chỉ đạo những thẩm phán thân chính quyền từ chức.
Hiến pháp phát xít năm 1934 hợp nhất Tòa án Hiến pháp và Tòa án Hành chính Tối cao thành Tòa án Liên bang. Về pháp lý thì Tòa án Liên bang duy trì quyền giám sát hiến pháp đối với luật, nghị định, văn bản pháp luật nhưng thực tế là các thành viên đều do chính quyền bổ nhiệm và chính quyền có thể tùy ý thông qua luật hiến pháp hủy bỏ quyết định của Tòa án Liên bang. Tòa án Liên bang tiếp tục hoạt động sau khi Áo bị sáp nhập vào Đức Quốc Xã từ năm 1938 cho đến năm 1945.

### Đệ nhị Cộng hòa
Sau khi Áo được giải phóng vào năm 1945, chính phủ lâm thời Đệ nhị Cộng hòa tái lập Tòa án Hiến pháp với quy chế bổ nhiệm từ năm 1929. Hai Đảng Dân chủ Xã hội Áo và Đảng Nhân dân Áo nhanh chóng thỏa thuận với nhau về thành phần của Tòa án Hiến pháp. Mỗi đảng cát cứ một số lượng thẩm phán riêng: thẩm phán theo Đảng Dân chủ Xã hội mà hưu trí thì sẽ bổ nhiệm thẩm phán khác theo Đảng Dân chủ Xã hội thay thế, tương tự đối với thẩm phán theo Đảng Nhân dân Áo. Tuy nhiên, lần này Tòa án Hiến pháp xét xử công bằng, độc lập với những quyết định mang tính thuyết phục cao, thường không can thiệp vào những vấn đề chính trị nhạy cảm.
Thẩm quyền của Tòa án Hiến pháp về sau được mở rộng. Năm 1958, Tòa án Hiến pháp được trao quyền giám sát bầu cử tỉnh, bầu cử địa phương. Từ năm 1974, Tòa án Hiến pháp có quyền xem xét tính hợp hiến, tính hợp pháp của điều ước quốc tế. Trong cùng năm, cá nhân, pháp nhân được trao quyền khiếu kiện luật, nghị định lên Tòa án Hiến pháp.

### Sách báo

#### Tiếng Anh
- Bußjäger, Peter (2015). “Austria's Cooperative Federalism”.  Trong Bischof, Günter; Karlhofer, Ferdinand (biên tập). Austrian Federalism in Comparative Perspective. Innsbruck: University of Innsbruck Press. ISBN 978-3-902-93669-1.
- Lachmayer, Konrad (2017). “The Austrian Constitutional Court”.  Trong Jakab, András; Dyevre, Arthur; Itzcovich, Giulio (biên tập). Comparative Constitutional Reasoning. Cambridge University Press. ISBN 978-1-107-08558-9.
- Lijphart, Arend (1999). Patterns of Democracy: Government Forms and Performance in Thirty-Six Countries. New Haven and London: Yale University Press. ISBN 0-300-07893-5.
- Pelinka, Peter (1998). Out of the Shadow of the Past. Boulder, Colorado: Westview Press. ISBN 0-8133-2918-3.

#### Tiếng Đức
- Ackerl, Isabella (1983). “Ernst Streeruwitz”.  Trong Weissensteiner, Friedrich; Weinzierl, Erika (biên tập). Die österreichischen Bundeskanzler. Vienna: Österreichischer Bundesverlag. ISBN 3-215-04669-5.
- Adamovich, Ludwig; Funk, Bernd-Christian; Holzinger, Gerhart; Frank, Stefan (2011). Österreichisches Staatsrecht. Band 1: Grundlagen (ấn bản thứ 2). Vienna: Springer. ISBN 978-3-211-89396-8.
- Aichinger, Philipp (8 tháng 6 năm 2016). “Hofburg: FPÖ steht vor Wahlanfechtung”. Die Presse. Truy cập ngày 28 tháng 5 năm 2018.
- Cappelatti, Mauro (1970). Judicial Review in the Contemporary World. Indianapolis: Bobbs-Merrill.
- Berka, Walter (2016). Verfassungsrecht (ấn bản thứ 6). Vienna: Österreich Verlag. ISBN 978-3-7046-7281-0.
- Brauneder, Wilhelm (2009). Österreichische Verfassungsgeschichte (ấn bản thứ 11). Vienna: Manzsche Verlags- und Universitätsbuchhandlung. ISBN 978-3-214-14876-8.
- Gamsjäger, Erich (2000). Bundesstaatsreform in Österreich. GRIN. ISBN 978-3-656-99139-7.
- Hayden, Stefan (12 tháng 10 năm 2012). “Die Verfassungsrichter, ihre Nebenjobs und der Zement”. Der Standard. Truy cập ngày 8 tháng 6 năm 2018.
- Hoke, Rudolf (1996). Österreichische und deutsche Rechtsgeschichte (ấn bản thứ 2). Vienna: Böhlau Studienbücher. ISBN 3-205-98179-0.
- Jagschitz, Gerhard (1983). “Engelbert Dollfuß”.  Trong Weissensteiner, Friedrich; Weinzierl, Erika (biên tập). Die österreichischen Bundeskanzler. Vienna: Österreichischer Bundesverlag. ISBN 3-215-04669-5.
- John, Gerald (19 tháng 7 năm 2010). “Unabhängige Kandidaten haben keine Chance”. Der Standard. Truy cập ngày 8 tháng 6 năm 2018.
- Korinek, Karl (1992). “Betrachtungen zur österreichischen Verfassungsgerichtsbarkeit”.  Trong Funk, Bernd-Christian; Klecatsky, Hans R.; Loebenstein, Edwin; Mantl, Wolfgang; Ringhofer, Kurt (biên tập). Staatsrecht und Staatswissenschaft in Zeiten des Wandels: Festschrift für Ludwig Adamovich zum 60. Geburtstag. Springer. ISBN 978-3-709-17379-4.
- “Adamovich: VfGH wird Rechtsvorschriften strikt auslegen”. Kleine Zeitung. 20 tháng 6 năm 2016. Truy cập ngày 10 tháng 6 năm 2018.
- Öhlinger, Theo (2007). Verfassungsrecht (ấn bản thứ 7). Vienna: Facultas. ISBN 978-3-7089-0152-7.
- Öhlinger, Theo (16 tháng 10 năm 2016). “Wahlaufhebung: Keine Fehlentscheidung, nur falsch begründet”. Die Presse. Truy cập ngày 8 tháng 6 năm 2018.
- Olechowski, Thomas (1999). Die Einführung der Verwaltungsgerichtsbarkeit in Österreich. Vienna: Manz. ISBN 978-3-214-07952-9.
- “Undurchführbarkeit, Anfechtungen, Wiederholungswahlen”. Austrian Parliament. Bản gốc lưu trữ ngày 29 tháng 5 năm 2018. Truy cập ngày 28 tháng 5 năm 2018.
- “BP-Wahl: Bisher nur zwei Bundeswahlen – teilweise – wiederholt”. Profil. 1 tháng 7 năm 2016. Truy cập ngày 28 tháng 5 năm 2018.
- “Ludwig Adamovich: VfGH extrem streng”. profil. 2 tháng 7 năm 2016. Truy cập ngày 10 tháng 6 năm 2018.
- Pernthaler, Peter (1989). Kompetenzverteilung in der Krise. Vienna: Wilhelm Braumüller. ISBN 3-7003-0811-6.
- Portisch, Hugo (1989). Österreich I: Band 2: Abschied von Österreich. Vienna: Kremayr & Scheriau. ISBN 3-453-07946-9.
- Stejcek, Gerhard (6 tháng 8 năm 2016). “In Kafkas Dachkammer”. Wiener Zeitung. Truy cập ngày 10 tháng 6 năm 2018.
- “Höchstrichter: Ein Amt mit Höchstalter”. Der Standard. 20 tháng 6 năm 2016. Truy cập ngày 10 tháng 6 năm 2018.
- Walter, Robert (2005). Hans Kelsen als Verfassungsrichter. Vienna: Manz. ISBN 978-3-214-07673-3.
- Wandruszka, Adam (1983). “Johannes Schober”.  Trong Weissensteiner, Friedrich; Weinzierl, Erika (biên tập). Die österreichischen Bundeskanzler. Vienna: Österreichischer Bundesverlag. ISBN 3-215-04669-5.
- Weissensteiner, Nina (2 tháng 7 năm 2016). “Adamovich: Das ist ja alles kein Spaß”. Der Standard. Truy cập ngày 10 tháng 6 năm 2018.

### Luật

#### Cũ
- RGBl 1867/101, Gesetz über die Verantwortlichkeit der Minister.
- RGBl 1867/143, Staatsgrundgesetz über die Einsetzung eines Reichsgerichtes.
- RGBl 1867/145, Staatsgrundgesetz über die Ausübung der Regierungs- und der Vollzugsgewalt.
- StGBl 1918/1, Beschluß der provisorischen Nationalversammlung für Deutschösterreich über die grundlegenden Einrichtungen der Staatsgewalt.
- StGBl 1919/48, Gesetz über die Errichtung eines deutschösterreichischen Verfassungsgerichtshofes.
- StGBl 1919/90, Gesetz betreffend den Wahlgerichtshof für die Wahlen zur konstituierenden Nationalversammlung.
- StGBl 1919/212, Gesetz, womit die Aufgabe des ehemaligen Staatsgerichtshofes auf den deutschösterreichischen Verfassungsgerichtshof übertragen und das Gesetz über die Errichtung eines deutschösterreichischen Verfassungsgerichtshofes abgeändert und ergänzt wird.
- BGBl 1920/1, Bundes-Verfassungsgesetz.
- BGBl 1929/392, Zweite Bundes-Verfassungsnovelle.
- BGBl 1933/191, Verordnung betreffend Abänderungen des Verfassungsgerichtshofgesetzes 1930.
- BGBl 1934-II/1, Verfassung 1934.
- StGBl 1945/4, Verfassungs-Überleitungsgesetz.
- BGBl 1958/12, Zuständigkeiten des Verfassungsgerichtshofes.
- BGBl 1964/59, Bestimmungen über Staatsverträge.
- BGBl 1975/302, Erweiterung der Zuständigkeit des Verwaltungsgerichtshofes und des Verfassungsgerichtshofes.

#### Hiện hành
- “Bundesverfassungsgesetz (B-VG) as last amended May 15, 2018 by BGBl. 22/2018”. 15 tháng 5 năm 2018. Truy cập ngày 28 tháng 5 năm 2018.
- “Verfassungsgerichtshofsgesetz 1953 (VfGG), consolidated version as last amended May 15, 2018 by BGBl. 22/2018”. 15 tháng 5 năm 2018. Truy cập ngày 28 tháng 5 năm 2018.
- “Volksabstimmungsgesetz 1972 (VAbstG) as last amended May 17, 2017 by BGBl. 32/2018”. 17 tháng 5 năm 2018. Truy cập ngày 28 tháng 5 năm 2018.
- “Volksbefragungsgesetz 1989 (VBefrG) as last amended May 17, 2017 by BGBl. 32/2018”. 17 tháng 5 năm 2018. Truy cập ngày 28 tháng 5 năm 2018.
- “Volksbegehrengesetz 2018 (VoBeG), consolidated version as last amended May 17, 2018 by BGBl. 32/2018”. 17 tháng 5 năm 2018. Truy cập ngày 28 tháng 5 năm 2018.